# Podział administracyjny Olsztyna
Podział administracyjny Olsztyna – Olsztyn podzielony jest na 23 osiedla, będące jednostkami pomocniczymi gminy w rozumieniu art. 5 ustawy o samorządzie gminnym z dnia 8 marca 1990 r. Stanowią one najniższy, pomocniczy, szczebel samorządu miejskiego. Do zakresu ich działania należą sprawy publiczne o zasięgu lokalnym.

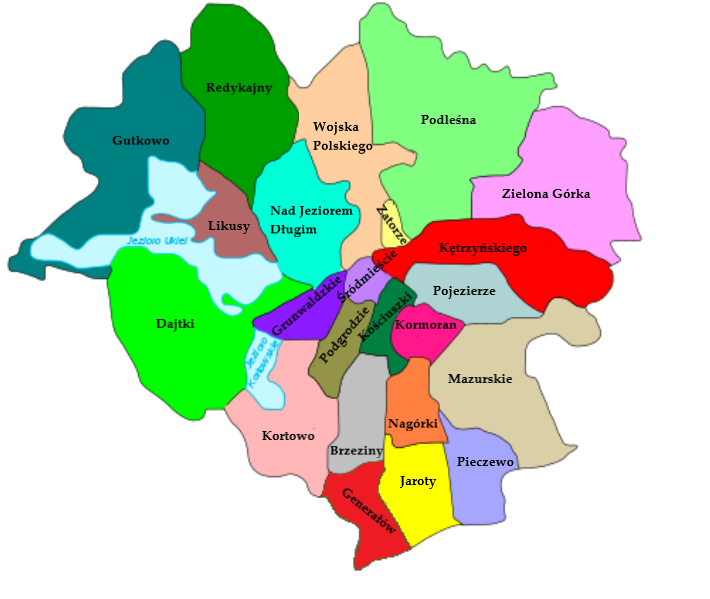
Podział administracyjny Olsztyna

## Historyczny rozwój podziału administracyjnego Olsztyna
- 1353 – nadanie Olsztynowi praw miejskich; powierzchnia – powierzchnia miasta 0,08 km² (8 ha)
- lata międzywojenne – powierzchnia ok. 32 km² – w granicach administracyjnych znajdowały się m.in. tereny Lasu Miejskiego, Jezioro Krzywe i obszar obecnego osiedla nad Jeziorem Długim, obszary do Jeziora Skanda, tereny obecnych ogródków działkowych na Nagórkach i Brzezinach oraz Stara część Kortowa z Jeziorem Kortowskim włącznie
- 1939 – powierzchnia miasta 35 km²
- 1960 – włączenie zachodniej części Dajtek i południowej części os. Grunwaldzkiego - powierzchnia 41 km²
- 1966 – włączenie Pozort, pozostałej części Dajtek oraz części: Dywit, Wadąga, Kieźlin, Zalbek, Gutkowa, Likus, Ostrzeszewa, Grądka, Tracka, Nagórek i Jarot oraz terenów wokół Jeziora Skanda i Jeziora Ukiel – powierzchnia miasta 58 km²
- 1977 – włączenie obszarów obecnego os. Pieczewo i części Jarot – powierzchnia miasta 75 km²
- 1988 – włączenie pozostałej części Likus (północnej części obecnych Redykajn) oraz Gutkowa wraz z Łupstychem – powierzchnia miasta 87,9 km²
- 2000 – podział osiedla Likusy na Likusy i Redykajny
- 2007 – podział osiedla Jaroty na Osiedle Jaroty i Osiedle Generałów

## Osiedla
Tworzenie, łączenie, podział i znoszenie osiedli, nadawanie im nazw i określanie granic należy do wyłącznej kompetencji Rady Miasta Olsztyna, po przeprowadzeniu konsultacji społecznych z mieszkańcami (zebrania mieszkańców, spotkania z radnymi) lub z ich inicjatywy.
Przy podziale miasta na osiedla uwzględnia się przede wszystkim uwarunkowania przestrzenne i istniejące więzi między mieszkańcami.
Szczegółowy zakres działania, organizację wewnętrzną oraz kompetencje organów osiedli określają ich statuty, uchwalane przez Radę Miasta Olsztyna.
Poniższa tabela ukazuje zestawienie ludności poszczególnych osiedli Olsztyna na koniec 2011 r.
| L. p. | Osiedle             | Ludność [os.] (Stan na marzec 2015 r.) | Powierzchnia [km²] | Gęstość zaludnienia [os./km²] |
| ----- | ------------------- | -------------------------------------- | ------------------ | ----------------------------- |
| 1     | Brzeziny            | 2281                                   | 2,25               | 1014.0                        |
| 2     | Dajtki              | 5683                                   | 7,50               | 758.0                         |
| 3     | Generałów           | 10 174                                 | 1,95               | 5217.0                        |
| 4     | Grunwaldzkie        | 5626                                   | 1,46               | 3853.0                        |
| 5     | Gutkowo             | 3768                                   | 7,20               | 523.0                         |
| 6     | Jaroty              | 25 614                                 | 2,87               | 8925.0                        |
| 7     | Kętrzyńskiego       | 7381                                   | 4,83               | 1528.0                        |
| 8     | Kormoran            | 14 605                                 | 1,10               | 13 277.0                      |
| 9     | Kortowo             | 3397                                   | 4,22               | 805.0                         |
| 10    | Kościuszki          | 7226                                   | 1,18               | 6124.0                        |
| 11    | Likusy              | 2252                                   | 2,10               | 1072.0                        |
| 12    | Mazurskie           | 5113                                   | 5,95               | 859,3                         |
| 13    | Nad Jeziorem Długim | 3677                                   | 4,23               | 869,3                         |
| 14    | Nagórki             | 11 652                                 | 1,69               | 6895.0                        |
| 15    | Pieczewo            | 10 209                                 | 2,24               | 4558.0                        |
| 16    | Podgrodzie          | 10 270                                 | 1,35               | 7607.0                        |
| 17    | Podleśna            | 10 578                                 | 9,93               | 1065.0                        |
| 18    | Pojezierze          | 11 968                                 | 2,39               | 5008.0                        |
| 19    | Redykajny           | 2144                                   | 6,10               | 351,5                         |
| 20    | Śródmieście         | 3103                                   | 0,58               | 5350.0                        |
| 21    | Wojska Polskiego    | 6533                                   | 5,03               | 1299.0                        |
| 22    | Zatorze             | 6522                                   | 0,45               | 14 493.0                      |
| 23    | Zielona Górka       | 1013                                   | 6,44               | 157,3                         |

## Osiedla bez rad osiedli
W Olsztynie funkcjonują również mniejsze osiedla, które nie są jednostkami pomocniczymi gminy w rozumieniu art. 5 ustawy o samorządzie gminnym z dnia 8 marca 1990 r. Nie posiadają one rad osiedli, nie stanowią one oficjalnego podziału administracyjnego, ale funkcjonują one lokalnie (np. ze względu na swoje położenie fizjograficzne lub nazwy historyczne) i posiadają nazwy używane przez mieszkańców.
| Osiedle                                             | Położone na terenie |
| --------------------------------------------------- | ------------------- |
| Pozorty                                             | Brzeziny            |
| Kolonia Jaroty                                      | Generałów           |
| Łupstych                                            | Gutkowo             |
| Skarbówka Poszmanówka                               | Jaroty              |
| Kortowo II, Słoneczny Stok, Stary Dwór              | Kortowo             |
| Podlesie                                            | Likusy              |
| Piękna Góra                                         | Mazurskie           |
| Mleczna                                             | Podgrodzie          |
| Karolin (cz. zachodnia), Stare Kieźliny, Niedźwiedź | Podleśna            |
| Stare Miasto                                        | Śródmieście         |
| Jakubowo                                            | Wojska Polskiego    |
| Track, Stare Zalbki, Karolin (cz. wschodnia)        | Zielona Górka       |
| Tęczowy Las                                         | Jaroty              |
| Zacisze                                             | Generałów           |